# Саут-Хіро
Саут-Хіро (англ. South Hero) — місто (англ. town) в США, в окрузі Ґранд-Айл штату Вермонт. Населення — 1674 особи (2020).

## Географія
Місто розташоване у північно-західній частині штату Вермонт, на однойменному острові, який розташований посеред озера Шамплейн, на відстані приблизно 70 кілометрів на північний захід від Монтпілієра, адміністративного центру штату. Абсолютна висота — 51 метр над рівнем моря.

Згідно з даними бюро перепису населення США, площа території міста становить 123 км², з яких, 39,1 км² припадає на сушу і 83,9 км (тобто 62,2 %) на водну поверхню.

## Демографія

### Перепис 2010
Згідно з переписом 2010 року, у місті мешкала 1631 особа в 673 домогосподарствах у складі 478 родин. Було 1060 помешкань
Расовий склад населення:
| - 96,4 % — білих - 0,6 % — корінних американців - 0,6 % — азіатів - 0,3 % — чорних або афроамериканців - 0,1 % — вихідців з тихоокеанських островів |

До двох чи більше рас належало 1,9 %. Частка іспаномовних становила 1,1 % від усіх жителів.
За віковим діапазоном населення розподілялося таким чином: 19,9 % — особи молодші 18 років, 65,5 % — особи у віці 18—64 років, 14,6 % — особи у віці 65 років та старші. Медіана віку мешканця становила 47,5 року. На 100 осіб жіночої статі у місті припадало 96,3 чоловіків; на 100 жінок у віці від 18 років та старших — 94,1 чоловіків також старших 18 років.
Середній дохід на одне домашнє господарство становив 118 320 доларів США (медіана — 77 679), а середній дохід на одну сім'ю — 147 771 долар (медіана — 95 536). Медіана доходів становила 57 045 доларів для чоловіків та 45 817 доларів для жінок. За межею бідності перебувало 7,0 % осіб, у тому числі 10,5 % дітей у віці до 18 років та 4,2 % осіб у віці 65 років та старших.
Цивільне працевлаштоване населення становило 908 осіб. Основні галузі зайнятості: освіта, охорона здоров'я та соціальна допомога — 22,0 %, науковці, спеціалісти, менеджери — 20,7 %, виробництво — 14,6 %, роздрібна торгівля — 12,4 %.

### Перепис 2000
За даними перепису населення 2000 року в Саут-Хіро проживало 1696 осіб, 472 родини, налічувалося 663 домашніх господарства та 1036 житлових будинків. Середня густота населення становила близько 43,4 людини на один квадратний кілометр.

Расовий склад міста за даними перепису розподілився таким чином: 97,94 % білих, 0,24 % — афроамериканців, 0,47 % — корінних американців, 0,29 % — азіатів, 0,94 % — представників змішаних рас, 0,12 % — інших народностей. Іспаномовні склали 0,53 % від усіх жителів міста.

З 663 домашніх господарств в 32,6 % — виховували дітей віком до 18 років, 61,7 % представляли собою подружні пари, які спільно проживають, в 6 % сімей жінки проживали без чоловіків, 28,7 % не мали родини. 21 % від загального числа сімей на момент перепису жили самостійно, при цьому 7,1 % склали самотні літні люди у віці 65 років та старше. Середній розмір домашнього господарства склав 2,56 людини, а середній розмір родини — 2,98 людини.

Населення міста за віковим діапазоном за даними перепису 2000 року розподілилося таким чином: 24,9 % — жителі молодше 18 років, 5,5 % — між 18 і 24 роками, 28,8 % — від 25 до 44 років, 29,5 % — від 45 до 64 років і 11,1 % — у віці 65 років та старше. Середній вік мешканця склав 40 років. На кожні 100 жінок в припадало 98,1 чоловіки, при цьому на кожні сто жінок у віці від 18 років та старше припадало 95,8 чоловіків також старше 18 років.

Середній дохід на одне домашнє господарство в місті склав 52 344 долара США, а середній дохід на одну сім'ю — 61 198 доларів. при цьому чоловіки мали середній дохід в 41 250 доларів США на рік проти 27 357 доларів середньорічного доходу у жінок. Дохід на душу населення в місті склав 26 532 долари на рік. 4 % від усього числа сімей в місті і 4,5 % від усієї чисельності населення перебувало на момент перепису населення за межею бідності, при цьому 3,8 % з них були молодші 18 років і 5,2 % — у віці 65 років та старше.

## Відомі уродженці
- Джеветт Адамс — політик, 4-й губернатор штату Невада.